# Landesregierung Klaus III
Die Landesregierung Klaus III bildet die  Salzburger Landesregierung in der 4. Gesetzgebungsperiode unter Landeshauptmann Josef Klaus von der Wahl der Landesregierung am 2. Juli 1959 bis zum Wechsel Klaus ins Finanzministerium am 10. April 1961 bzw. der Angelobung der Landesregierung Lechner I am 17. April 1961.
Nach der Landtagswahl 1959 hatten sich die Machtverhältnisse in der Landesregierung nicht verändert. Die Österreichische Volkspartei (ÖVP) stellte weiterhin drei Regierungsmitglieder, wobei der ÖVP der Landeshauptmann, der Zweite Landeshauptmann-Stellvertreter und ein Landesrat zufielen. Die Sozialistische Partei Österreichs (SPÖ) konnte ebenfalls ihre drei Regierungssitze halten und entsandte den Ersten Landeshauptmann-Stellvertreter sowie zwei Landesräte in die Landesregierung. Auch die Freiheitliche Partei Österreichs (FPÖ) konnte ihren Landesrat halten. Die Zusammensetzung der Landesregierung änderte sich während der Amtsperiode nicht, auch gegenüber der Vorgängerregierung Klaus II hatte es kaum Veränderungen gegeben. Lediglich Hermann Rainer (ÖVP) gehörte nicht mehr der neuen Regierung an und war durch Hans Lechner ersetzt worden.

## Regierungsmitglieder
| Amt                               | Name                   | Partei | Ressorts |
| --------------------------------- | ---------------------- | ------ | -------- |
| Landeshauptmann                   | Josef Klaus            | ÖVP    |          |
| 1. Landeshauptmann-Stellvertreter | Franz Peyerl           | SPÖ    |          |
| 2. Landeshauptmann-Stellvertreter | Bartholomäus Hasenauer | ÖVP    |          |
| Landesrat                         | Hans Lechner           | ÖVP    |          |
| Landesrat                         | Walter Leitner         | FPÖ    |          |
| Landesrat                         | Josef Kaut             | SPÖ    |          |
| Landesrat                         | Josef Weisskind        | SPÖ    |          |